# Kohleria rugata
Kohleria rugata är en tvåhjärtbladig växtart som först beskrevs av Michael Joseph François Scheidweiler, och fick sitt nu gällande namn av L.P. Kvist och L.E. Skog. Kohleria rugata ingår i släktet Kohleria och familjen Gesneriaceae. Inga underarter finns listade i Catalogue of Life.